# 谢臣烈士纪念亭
谢臣烈士纪念亭，位于河北省保定市满城区坨南乡岭西村，是为“爱民模范”谢臣设立的纪念设施。

## 简介
1963年，中国人民解放军战士谢臣在洪灾中为营救群众而在易县东高士庄村（今保定市满城区坨南乡岭西村）牺牲。为纪念谢臣烈士，1964年中共易县委员会、易县人民政府在谢臣的牺牲地建立了谢臣烈士纪念亭。纪念亭为六角形，亭内中央有石碑一座。1999年，被列为满城县文物保护单位，属不可移动文物。
碑亭内石碑正面上方有一颗红五角星，五角星两侧为“永垂不朽”四字，石碑下端为五棵生长在河边的青松。中央有碑文（原文标点处为空格）：
一九六三年八月上旬，冀西山区连降暴雨。八日拂晓，山洪暴发，我县岭西、高士庄、好善庄、支锅石等村受到洪水突然袭击，正在危急之际，驻当地中国人民解放军四六六二部队全体官兵不顾个人安危，挺身而出，与洪水进行了顽强搏斗，抢救出几百人的生命和大批财产。
在这次抗洪抢险斗争中，指导员牛凤言、副指导员刘少春、班长张宝良、刘健、战士谢臣、邢春林、康庆拴、毛增拴、王存福、周凤科、司号员刘焕国等十一名同志光荣牺牲，他们不愧为祖国人民的优秀儿子，党和毛主席的好战士。为纪念光荣牺牲的烈士，学习他们热爱人民与人民同生死共患难、全心全意为人民服务的高贵品质和临危不惧、舍己为人的共产主义风格，特立碑纪念。

 | 中共易县委员会 易县人民政府 一九六四年十二月十日 | 中共满城县委员会 满城县人民政府 二〇〇五年八月整修 |